# Lejkówka amerykańska
Lejkówka amerykańska (Clitocybe pseudoirina H.E. Bigelow & A.H. Sm.) – gatunek grzybów z rzędu pieczarkowców (Agaricales).

## Systematyka i nazewnictwo
Pozycja w klasyfikacji według Index Fungorum: Clitocybe, Incertae sedis, Agaricales, Agaricomycetidae, Agaricomycetes, Agaricomycotina, Basidiomycota, Fungi.
Po raz pierwszy opisali go w 1969 roku Howard Elson Bigelow i Alexander Hanchett Smith. Polską nazwę zaproponował Władysław Wojewoda w 2003 r.

## Występowanie i siedlisko
W Polsce do 2003 roku jedyne stanowisko podała Komorowska w Puszczy Niepołomickiej w 1995 r., w 2019 podano następne. Według W. wojewody rozprzestrzenienie tego gatunku w Polsce nie jest znane.
Naziemny grzyb saprotroficzny występujący w lasach.